# 彭成一
彭成一（1919年—），男，江苏溧阳人，中国航空发动机专家，曾任南京航空学院教授、博士生导师。